# Waggonfabrik Talbot
 (novembre 2021).
Si vous disposez d'ouvrages ou d'articles de référence ou si vous connaissez des sites web de qualité traitant du thème abordé ici, merci de compléter l'article en donnant les références utiles à sa vérifiabilité et en les liant à la section « Notes et références ».
Pour les articles homonymes, voir Talbot (homonymie).

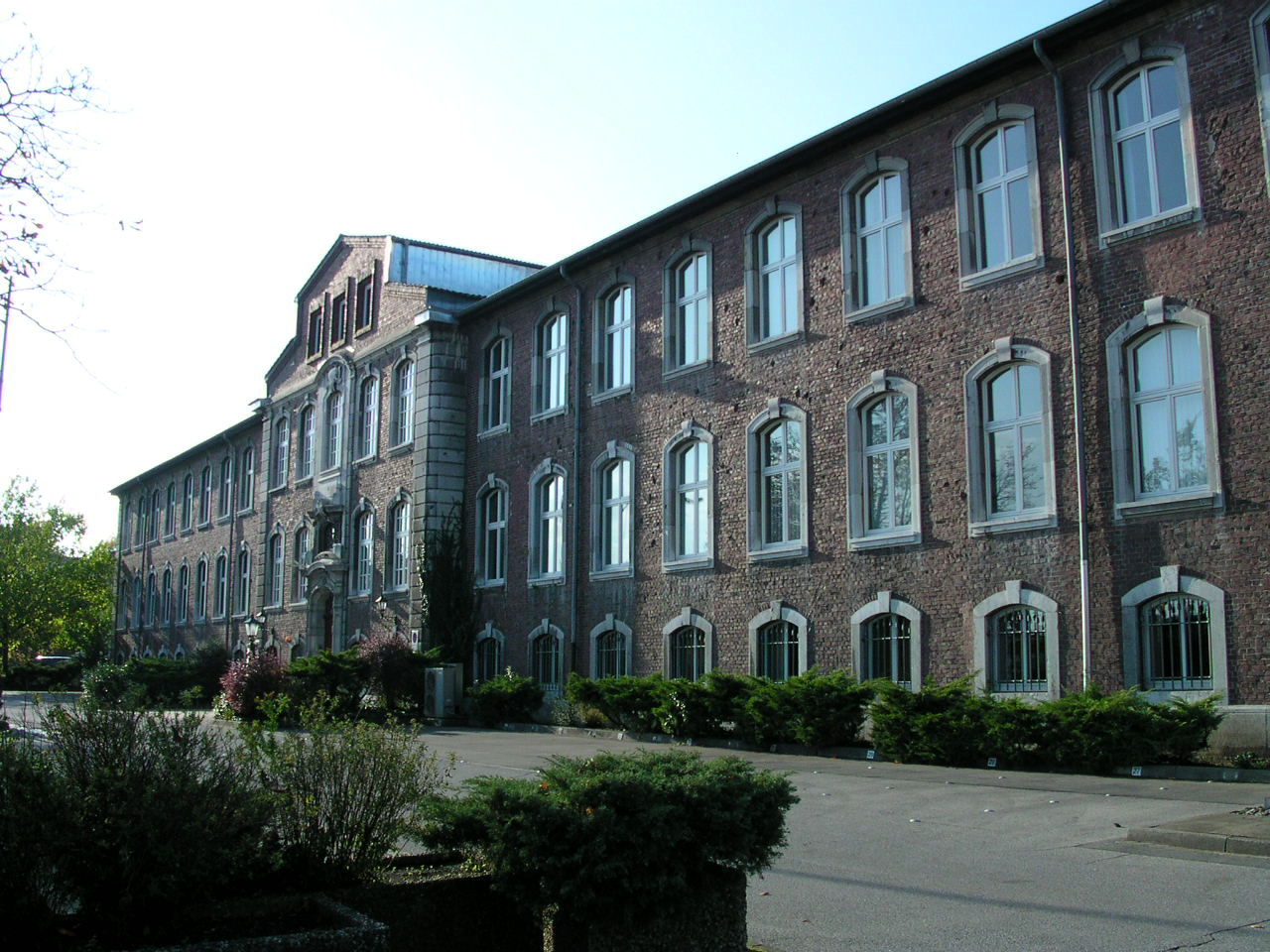
Usine Talbot à Aix-la-Chapelle

Waggonfabrik Talbot, parfois appelée Bombardier Talbot, est un constructeur ferroviaire situé à Aix-la-Chapelle, en Allemagne. L'entreprise est rachetée par le groupe Bombardier en 1995 pour être intégrée dans l'entreprise Bombardier Transport.

## Historique
L'entreprise Waggonfabrik Talbot est fondée en 1838 par Hugo Jacob Talbot et Pierre Pauwels.

## Productions
Bombardier Talbot produit depuis 1996 les trains Talent.